# Xiaomi Auto
Xiaomi Automobile Co., Ltd або Xiaomi Auto (кит.: 小米汽车; піньінь: Xiǎomǐ qìchē) — китайський виробник електромобілів зі штаб-квартирою в Пекіні; це дочірня компанія китайської компанії споживчої електроніки Xiaomi.
Заснована в 2021 році Леєм Цзюнем компанія в основному займається розробкою та виробництвом електромобілів.

## Історія

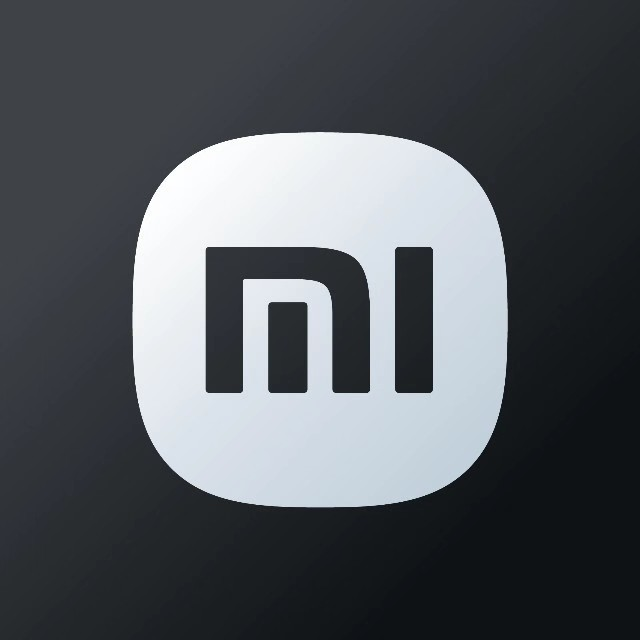
Альтернативний логотип, який використовується в автомобілях Xiaomi.

30 березня 2021 року генеральний директор Xiaomi Лей Цзюнь оголосив, що Xiaomi Group заснує дочірню компанію, яка займатиметься бізнесом інтелектуальних електромобілів (EV). Початкові інвестиції в це підприємство були встановлені на рівні 10 мільярдів юанів, з очікуваними загальними інвестиціями в 10 мільярдів доларів США протягом наступних 10 років. Лей Цзюнь, генеральний директор групи, також буде генеральним директором бізнесу інтелектуальних електромобілів.  1 вересня 2021 року було офіційно засновано Xiaomi Automobile Co., Ltd.
27 листопада 2021 року муніципальний уряд Пекіна та Xiaomi офіційно підписали угоду про співпрацю, офіційно оголосивши про відкриття Xiaomi Automobile у Пекінській зоні економічного та технологічного розвитку. Xiaomi Automobile планує побудувати двофазний автомобільний завод із сукупною річною виробничою потужністю 300 000 автомобілів. Виробничі потужності першої та другої черги становлять 150 000 автомобілів кожна. Перший автомобіль має зійти з виробничої лінії в Пекінській зоні економічного та технологічного розвитку у 2024 році, що ознаменує початок масового виробництва.
У березні 2022 року Xiaomi Group опублікувала свій річний звіт про результати діяльності за 2021 рік. Звіт показав, що бізнес інтелектуальних електромобілів Xiaomi перевершив очікування з моменту оголошення плану з виробництва автомобілів у березні 2021 року. Станом на грудень 2023 року команда досліджень і розробок для свого автомобільного виробництва бізнес перевищив 1000 осіб, і очікується, що офіційне масове виробництво розпочнеться в першій половині 2024 року.
28 грудня 2023 року Xiaomi представила свій перший електромобіль SU7.  SU7 був офіційно представлений 28 березня 2024 року в Пекіні, і Xiaomi почала приймати замовлення на автомобіль того ж дня.
У липні 2024 року Xiaomi Auto отримала незалежну кваліфікацію виробництва автомобілів від уряду Китаю після попереднього використання облікових даних BAIC Motor.

## Продукти
- Xiaomi SU7 (2024–дотепер), повнорозмірний седан
- Xiaomi YU7 (2025-дотепер), позашляховик